# Georges Eekhoud
Georges Eekhoud (nascut a Antwerpen (Bèlgica), el 27 de març de 1854 i mort a Schaarbeek el 29 de maig de 1927) era un escriptor flamenc de Bèlgica que escrivia en francès.
Formava part d'un grup d'autors d'origen neerlandòfón que a cavall dels segles xix i xx escrivien en francès: Marie Gevers, Maurice Maeterlinck, Alfred Rodenbach, Emile Verhaeren. L'escriptor és més conegut per la seva obra Escal-Vigor, apareguda el 1899, que va ser una de les primeres obres de la història de la literatura moderna amb una trama que mostra una actitud positiva cap a l'homosexualitat en una història d'una sortida de l'armari avant la lettre, sorprenent per la seva modernitat.
El 1920, el rei Albert I de Bèlgica va proposar-lo com a tercer membre de la nova Académie royale de langue et de littérature françaises de Belgique. Va morir el 1927 a l'edat de 73 anys, a Schaarbeek.
El municipi de Schaarbeek li va dedicar el carrer Georges Eekhoudlaan - Avenue Georges Eekhoud.

## Obres[2]
- Myrtes et cyprès, poemes, París, Jouaust, 1877
- Zigzags poétiques, París, Librairie des Bibliophiles, 1877
- Henri Conscience, Brussel·les, Lebègue, 1881
- Les pittoresques, poemes, París-Brussel·les, Librairie des Bibliophiles/Librairie Muquardt, 1879
- Kees Doorik, novel·la, Brussel·les, Hochsteyn, 1883
- Kermesses contes, Brussel·les, Kistemaeckers, 1884
- Kees Doorik, novel·la, tom 2, Brussel·les, Kistemaeckers, 1886
- Nouvelles kermesses, contes, Brussel·les, Veuve Monnom, 1887
- Les milices de Saint-François, novel·la, Brussel·les, Veuve Monnom, 1888
- La nouvelle Carthage, novel·la, Brussel·les, Kistemaeckers, 1888
- Les émigrants et Contumace, Brussel·les, Kistemaeckers, 1889
- Le carnaval, la Cartoucherie, Brussel·les, Monnom, 1891
- Les fusillés de Malines, novel·la, Brussel·les, Lacomblez, 1891
- Le cycle patibulaire, contes, Brussel·les, Kistemaeckers, 1892
- Au siècle de Shakespeare, Brussel·les, Lacomblez, 1893
- La nouvelle Carthage, novel·la, edició definitiva, Brussel·les, Lacomblez, 1893
- Nouvelles kermesses, Brussel·les, Lacomblez, 1894
- Lescrime à travers les âges, Brussel·les, Lebègue, 1894
- Mes communions, contes, Brussel·les, Kistemaeckers, 1895
- Philaster ou l'amour qui saigne, Brussel·les, Le Coq Rouge, 1895
- Peter Benoit, Brussel·les, Veuve Monnom, 1898
- Escal-Vigor, novel·la, París, Mercure de France, 1899
- La faneuse d'amour, París, Mercure de France, 1899
- L'imposteur magnanime (Perkin Warbeck), Brussel·les, Bulens, 1902
- L'autre vue, novel·la, Paríss, Mercure de France, 1904
- Les peintres animaliers belges, Brussel·les, Van Oest, 1911
- Les libertins d'Anvers, novel·la, París, Mercure de France, 1912, novel·la històrica sobre el llibertinatge al segle xv a Anvers
- Dernières kermesses, contes, Brussel·les, Editorial de la Soupente, 1920
- Le terroir incarné, novel·la, Brussel·les, La Renaissance d'Occident, 1922
- Magrice en Flandre ou Le buisson des mendiants, novel·la, Brussel·les, La Renaissance du Livre, 1928
- Voyous de velours ou L'autre vue, novel·la, Brussel·les, La Renaissance du Livre, 1926; edició revisada de la novel·la publicada el 1904 * Proses plàstiques, contes, Brussel·les, La Renaissance du Livre, 1929, obra pòstuma

A més va traduir obres del neerlandès i de l'anglès. La seva obra va ser traduïda a l'alemany, al neerlandès, a l'anglès, a l'italià, el txec i l'esperanto.

## Adaptacions
- Jacob Israël de Haan: Antwerpse Libertijnen, adaptació en versos de Les libertins d'Anvers, De Beweging, 1913 a: Verzamelde Gedichten (Obres poètiques completes), Amsterdam, Editorial G.A. van Oorschot, 1952, pàgines 7-48
- Jacob Israël de Haan: Een nieuw Carthago, adaptació en versos de La Nouvelle Carthage, De Beweging, 1913 a: Verzamelde Gedichten (Obres poètiques completes), Amsterdam, Editorial G.A. van Oorschot, 1952, pàgines 351-393
- Jacob Israël de Haan: Escal-Vigor, adaptació en versos d'Escal-Vigor, Wereldbibliotheek, 1911, a: Verzamelde Gedichten (Obres poètiques completes), Amsterdam, Editorial G.A. van Oorschot, 1952, pàgines 51-68
- Hugo Claus, traducció francesa de Mirande Lucien,[3] escenari d'un film de 1995 mai no realitzat, publicat el 2002